# Aleksandr Dyachenko
Alexandr Dyachenko (Kazajistán, 17 de octubre de 1983) es un ciclista kazajo.
Debutó como profesional en el año 2004 con el equipo kazajo Capec. En 2009 fichó por el equipo ProTour Astana.

## Palmarés
2007
- 1 etapa del Tour de Bulgaria
- Campeonato de Kazajistán Contrarreloj

2011
- 3.º en el Campeonato de Kazajistán Contrarreloj

2012
- Tour de Turquía, más 1 etapa

2013
- 2.º en el Campeonato de Kazajistán Contrarreloj
- Campeonato de Kazajistán en Ruta

## Resultados en Grandes Vueltas y Campeonatos del Mundo
| Carrera              | Carrera              | 2004 | 2005 | 2006 | 2007 | 2008 | 2009 | 2010 | 2011  | 2012  | 2013 | 2014 | 2015 |
| -------------------- | -------------------- | ---- | ---- | ---- | ---- | ---- | ---- | ---- | ----- | ----- | ---- | ---- | ---- |
|                      | Giro de Italia       | —    | —    | —    | —    | —    | —    | Ab.  | 111.º | 119.º | —    | —    | —    |
|                      | Tour de Francia      | —    | —    | —    | —    | —    | —    | —    | —     | —     | —    | —    | —    |
|                      | Vuelta a España      | —    | —    | —    | —    | —    | —    | 32.º | 102.º | 137.º | —    | —    | —    |
| Mundial en Ruta      | Mundial en Ruta      | —    | —    | —    | —    | Ab.  | —    | 88.º | —     | Ab.   | —    | 78.º | —    |
| Mundial Contrarreloj | Mundial Contrarreloj | —    | —    | —    | —    | —    | —    | —    | 9.º   | 42.º  | —    | 26.º | —    |

—: no participa

Ab.: abandono

## Equipos
- Capec (2004-2006)
- Ulán (2008)
- Astana (2009-2015)